# وو يو
وو يو (بالصينية: 吳優) هي مجدفة صينية، ولدت في 27 مارس 1984 في جينتشو في الصين.

## وصلات خارجية
- وو يو على موقع الاتحاد الدولي للتجديف (الإنجليزية)
- وو يو على موقع أوليمبيديا (الإنجليزية)
- وو يو على موقع اللجنة الأولمبية الصينية (الإنجليزية)